# Tritonaclia melania
Tritonaclia melania är en fjärilsart som beskrevs av Charles Oberthür. Tritonaclia melania ingår i släktet Tritonaclia och familjen björnspinnare. Inga underarter finns listade i Catalogue of Life.